# Опасность
Опа́сность — любые явления, угрожающие жизни и здоровью человека. «Опасность» является центральным понятием дисциплины «Безопасность жизнедеятельности».

## Опасность для человека
Опасный фактор количественной и качественной характеристики, продолжительности действия, может оказать следующие отрицательные воздействия на человека:
- чувство дискомфорта
- усталость
- острые и хронические профессиональные заболевания
- травмы различной тяжести
- ухудшение качества жизни
- летальный исход